# Strandnäs, Landskrona kommun
Strandnäs är en bebyggelse väster om Glumslöv i Landskrona kommun. Vid SCB:s ortsavgränsning 2020 klassades bebyggelsen som en småort.